# Chicago (filme de 1927)
Chicago é um filme mudo do gênero comédia dramática de 1927, produzido por Cecil B. DeMille e dirigido por Frank Urson.

## Sinopse
Seu roteiro foi baseado na peça teatral de Maurine Dallas Watkins, que por sua vez se baseou na história real de Beulah Annan, transformada na ficção em Roxie Hart (Phyllis Haver), e o inusitado assassinato de seu namorado. O filme mudo acrescenta grande conteúdo ao material da peça de Watkins, com alguns destes acréscimos tendo sido retirados do assassinato original, e outros de considerações hollywoodianas. O assassinato, que acontece durante uma vinheta muito breve antes do início da peça, também foi muito expandido. O marido de Roxie, Amos Hart (interpretado por Victor Varconi) tem um papel muito mais simpático e ativo no filme do que tem na peça e no musical subsequente. O final é mais cruel a Roxie, condizendo com os valores de Hollywood à época, onde os criminosos não podiam lucrar muito com seus crimes. O filme por muito tempo foi difícil de ser encontrado, porém uma cópia recente foi disponibilizada pelo UCLA Film and Television Archive, permitindo sua exibição em festivais e salas de cinema históricas ao longo dos Estados Unidos, o que contribuiu para a reputação do filme.

## Elenco
- Phyllis Haver - Roxie Hart
- Julia Faye - Velma Kelly
- Victor Varconi - Amos Hart
- May Robson - Matron
- Eugene Pallette - Rodney Casely
- Robert Edeson - William Flynn